# Perfluormethoxyessigsäure
Perfluormethoxyessigsäure (PFMOAA) ist eine chemische Verbindung, die zu den Perfluoralkylethercarbonsäuren (PFECA) und damit zu den per- und polyfluorierten Alkylverbindungen (PFAS) gehört. Es handelt sich um das perfluorierte Derivat der Methoxyessigsäure.
PFMOAA gehört im Cape Fear River zu den in den höchsten Konzentrationen gefundenen PFAS.
Bei Mäusen wurde eine statistisch signifikante Verschiebung in den Populationen der Immunzellen gefunden, so dass bei einer der Exposition gegenüber PFMOAA Effekte auf die menschliche Gesundheit möglich sind. Bei allen chinesischen Säuglingen wurde die Verbindung im Urin und bei 95 % in der Muttermilch gefunden. Die ermittelte Eliminationshalbwertszeit betrug zwischen zwei und drei Monaten.